# Beaucarnea goldmanii
Beaucarnea goldmanii ist eine Pflanzenart der Gattung Beaucarnea in der Familie der Spargelgewächse (Asparagaceae). Ein englischer Trivialname ist „Goldman´s Pony Tail“.

## Beschreibung
Beaucarnea goldmanii wächst baumförmig mit Wuchshöhen von 4 bis 8 m. Sie bildet einen verdickten Caudex, welcher in einen schlanken Stamm übergeht. Die unregelmäßig angeordneten Verzweigungen mit den variablen herabfallenden linealischen, bläulichen bis grünen Blätter sind 40 bis 80 cm lang und bis 15 mm breit.
Der längliche, zur Spitze hin schmaler werdende, rispige, oberhalb der Blätter beginnende Blütenstand wird 80 bis 120 cm hoch mit 20 bis 30 cm breiten, unregelmäßig angeordneten Verzweigungen. Die Blüten sind gelbfarben.
Die elliptischen Kapselfrüchte enthalten einen Samen und sind bis zu 15 mm lang und im Durchmesser. Die dreikantigen Samen sind bis 5 mm im Durchmesser.

## Systematik und Verbreitung
Beaucarnea goldmanii ist in Mexiko (Chiapas) und Guatemala in Xerophyten-Regionen in dichten, tropischen Laubwäldern verbreitet.
Die Erstbeschreibung erfolgte 1909 durch Joseph Nelson Rose.
Beaucarnea goldmanii ist ein Mitglied der Sektion Beaucarnea. Sie wächst in trockenen, tropischen Wäldern und ist mit Beaucarnea guatemalensis  die am südlichsten vorkommende Art  der Gattung in Amerika. Charakteristisch sind die unregelmäßig verzweigten, schlanken Bäume mit dem basal verdickten Caudex. Typisch sind die variablen, bläulichen bis grünen herabfallenden Blätter mit den glatten Blattflächen und den oberhalb der Blätter beginnenden Blütenstand. Sie ist nahe verwandt mit Beaucarnea guatemalensis, die jedoch einen kürzeren, eiförmigen Blütenstand besitzt.
Beaucarnea goldmannii ist kaum bekannt.

## Nachweise